# Betul
Betul è una suddivisione dell'India, classificata come municipality, di 83.287 abitanti, capoluogo del distretto di Betul, nello stato federato del Madhya Pradesh. In base al numero di abitanti la città rientra nella classe II (da 50.000 a 99.999 persone).

## Geografia fisica
La città è situata a 21° 54' 55 N e 77° 53' 46 E e ha un'altitudine di 657 m s.l.m..

## Società

### Evoluzione demografica
Al censimento del 2001 la popolazione di Betul assommava a 83.287 persone, delle quali 43.383 maschi e 39.904 femmine. I bambini di età inferiore o uguale ai sei anni assommavano a 10.622, dei quali 5.611 maschi e 5.011 femmine. Infine, coloro che erano in grado di saper almeno leggere e scrivere erano 63.433, dei quali 35.005 maschi e 28.428 femmine.